# Meritxell Calvo
Meritxell Calvo Marco (n. Barcelona, 27 de agosto de 1986) es una actriz española, ganadora del Premio Anna Lizarán.

## Biografía
Meritxell Calvo es una actriz de televisión y teatro nacida en Barcelona. Se formó como actriz en el Instituto del Teatro de Barcelona. Debutó en 2013 en el Teatro Goya con la obra Venus in Furs, dirigida por Héctor Claramunt. Es miembro fundador de la compañía La Pulpe Teatro en Barcelona. Ha participado como actriz en producciones de teatro y televisión.
En 2015 interpretó a Francisca de Foix en la serie de TVE Carlos, rey emperador.
En 2017 protagoniza la serie Pulsaciones de Antena 3

## Filmografía

### Televisión
| Año         | Serie                 | Personaje                | Cadena      | Notas         |
| 2015        | La Riera              |                          | TV3         | 1 episodio    |
| 2015        | Carlos, Rey Emperador | Francisca de Foix        | La 1        | 8 episodios   |
| 2017        | Pulsaciones           | Lara Valle Carreras      | Antena 3    | 8 episodios   |
| 2017 - 2018 | Amar es para siempre  | Susana Azevedo           | Antena 3    | 160 episodios |
| 2022        | Com si fos ahir       | Paloma                   | TV3         | 3 episodios   |
| 2022        | Smiley                | Verónica                 | Netflix     | 8 episodios   |
| 2023        | El cuerpo en llamas   | Carmen                   | Netflix     | 5 episodios   |
| 2024        | Beguinas              | Jimena Suárez de Córdoba | Atresplayer | ¿? episodios  |

### Teatro
- Caixes (2015)
- El zoo de vidre (2014)
- Vaig a comprar una muntanya (2014)
- C.O.C.A. (2014)
- Adele & Thomas (2014)
- Sorpresa (2014)
- Venus in Furs (2013)
- Baile y son de Patricio Carambolas (2013)
- Está linda la mar (2012)

- Datos: Q21004038